# Stephan Schmidt (Mediziner)
Stephan Schmidt (* 10. Juni 1961 in Tübingen) ist ein deutscher Arzt und Sanitätsoffizier (Generalstabsarzt). Seit 2018 ist er Kommandeur des Kommandos Sanitätsdienstliche Einsatzunterstützung in Weißenfels.

## Werdegang
Beförderungen
- 1987 Stabsarzt
- 1990 Oberstabsarzt
- 1995 Oberfeldarzt
- 2002 Oberstarzt
- 2013 Generalarzt
- 2015 Generalstabsarzt

Von 1980 bis 1986 absolvierte Schmidt ein Studium der Humanmedizin an den Universitäten Homburg/Saar und Tübingen mit anschließender Approbation als Arzt. 1987 trat er in die Bundeswehr als wehrpflichtiger Stabsarzt bei der Sanitätsakademie der Bundeswehr in München ein. Im gleichen Jahr wurde Schmidt zum Dr. med. promoviert. Von 1987 bis 1993 folgte eine Verwendung als Sanitätslehroffizier für medizinischen ABC- und Strahlenschutz und als Truppenarzt an der ABC/SE-Schule Sonthofen. Anschließend wechselte Schmidt ins Bundesministerium der Verteidigung. 2001 übernahm er das Sanitätsregiment 5 in Rennerod als Kommandeur. Im gleichen Jahr wechselte er als Gruppenleiter III 1 – Organisation – zum Sanitätsamt der Bundeswehr in München. 2003 war er als Abteilungsleiter in der Stammdienststelle des Heeres in Köln tätig. Von 2006 bis 2010 war er wieder im BMVg tätig.  Anschließend wurde er bis 2012 als Chef des Stabes Sanitätsführungskommando in Koblenz verwendet. Es folgte ein dreimonatiger Einsatz als Leiter Spezialstabsabteilung im Kommando Sanitätsdienst der Bundeswehr. Vor seiner jetzigen Verwendung war Schmidt als Abteilungsleiter B im Kommando Sanitätsdienst der Bundeswehr in Koblenz eingesetzt. Am 18. September 2018 übernahm er seine aktuelle Verwendung als Kommandeur des Kommandos Sanitätsdienstliche Einsatzunterstützung im sachsen-anhaltischen Weißenfels.

## Auszeichnungen
- 1997 Ehrenkreuz der Bundeswehr in Silber
- 2008 Ehrenkreuz der Bundeswehr in Gold

## Privates
Schmidt ist verheiratet und hat zwei Söhne.